# Mercedes 35 CV
Vous lisez un « bon article » labellisé en 2008.
La Mercedes 35 CV (ou Mercedes 35 PS en allemand ; Mercedes 35 HP en anglais) est la première automobile du constructeur allemand Mercedes, entreprise fondée pour l'occasion par Emil Jellinek-Mercedes en 1900.
Wilhelm Maybach est à l'origine du dessin de la 35 CV, conçue à Stuttgart en Allemagne par la société Daimler Motoren Gesellschaft (DMG), prédécesseur de Daimler-Benz.
Souvent considérée comme la première voiture de course de l'histoire de l'automobile, la Mercedes 35 CV remporta son premier prix sur circuit en 1901 à Nice. Elle était alors l'une des automobiles de course les plus performantes, remportant de nombreux prix et surclassant ses adversaires, avant d'être remplacée par des modèles plus récents et plus performants.
Une version tourisme, dénommé Phaeton, pouvait néanmoins rouler en dehors des circuits.

## Historique

### DMG

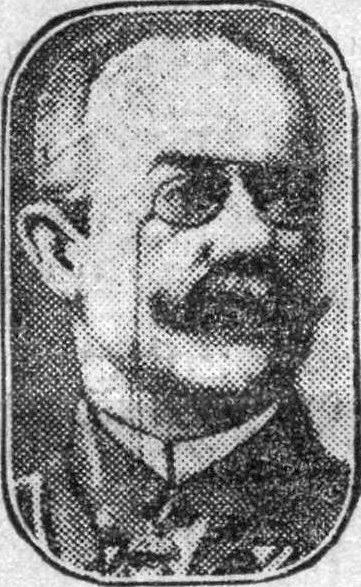
Emil Jellinek.

À une époque où le développement des moteurs n'est qu'à son tout début, les inventions de Wilhelm Maybach, notamment un moteur à rotation rapide de faible dimension, apportent de grands progrès dans la conception des automobiles. En 1890, Gottlieb Daimler et Wilhelm Maybach fondent Daimler Motoren Gesellschaft (DMG), une concession automobile établie à Cannstatt près de Stuttgart, en fusionnant leurs concessions respectives. Par leur carrière conjointe, Wilhelm Maybach en tant que designer industriel et de Gottlieb Daimler en tant que pionnier de la production de moteur à explosion, marquent l'histoire de l'automobile pour avoir dessiné et conçu les premières voitures du monde et tout particulièrement la Mercedes 35 CV.
DMG construit des automobiles motorisées par les 4 cylindres de 8 chevaux, conçus par Daimler et Maybach. Le moteur DMG-Phoenix, le plus remarquable d'entre eux pour avoir repris le petit moteur rapide de Maybach, est le premier construit en 1894. Il sera par la suite repris sur de nombreuses automobiles pour participer à des courses européennes.
En 1897, Emil Jellinek, diplomate et riche homme d'affaires austro-hongrois, aperçoit une publicité pour le constructeur Daimler et décide de rendre visite à l'usine Cannstatt de l'entreprise. Il est vite impressionné par ce qu'il y découvre et acquiert dès lors un deux cylindres Daimler, qu'il ramène sur la Côte d'Azur, région dans laquelle il séjourne en tant que consul à Nice. L'arrivée de cette invention dans les rues de Nice suscite une certaine agitation qui titille la curiosité de Jellinek.
Le moteur DMG-Phoenix impressionne très vite Emil Jellinek si bien que ce dernier signe pour deux voitures de compétition concourant dans la course de côte Nice - La Turbie (30 mars 1899). DMG charge son maître artisan Wilhelm Bauer, son contremaître de l'usine et un pilote testeur de développer une version adaptée à la course de sa  Daimler Phoenix, créée en 1897. Mais contre toute attente, Bauer décide subitement de concourir lui-même pour d'autres couleurs, ce qui va avoir une conséquence inattendue sur la société DMG. En effet, l'aventure se termine tragiquement. Le véhicule Daimler de Bauer se renverse dès le premier virage de la course et Bauer décède peu de temps après de ses blessures,. DMG décide dès lors d'annuler toutes ses participations en courses automobiles,.

### Mercédès
Emil Jellinek, déjà convaincu par le moteur DMG-Phoenix, désire acquérir une automobile entièrement nouvelle et développée par DMG. C'est un grand passionné de ces nouvelles inventions. Comme Jellinek le déclare, « [il] ne veut pas une voiture d'aujourd'hui, ni une voiture de demain, [il] veut une voiture du surlendemain »,. Il convainc alors Gottlieb Daimler de lui réaliser une voiture de sport de conception nouvelle. Réticent dans un premier temps, Daimler accepte, notamment en raison du nombre de 36 exemplaires commandés, important pour l'époque. Jellinek conserve néanmoins les droits de distribution en France, en Autriche-Hongrie, en Belgique et aux États-Unis. Il souhaite également que la voiture porte le nom de sa fille, Mercédès, avec les accents, Jellinek étant amoureux de la langue française. Il insiste sur le fait que le moteur doit être développé par Maybach et Daimler en personne et que la livraison doit être effectuée avant le 15 octobre 1900. Gottlieb Daimler et son fils Paul Daimler vont dès lors mettre au point un moteur dérivé du moteur DMG-Phoenix.

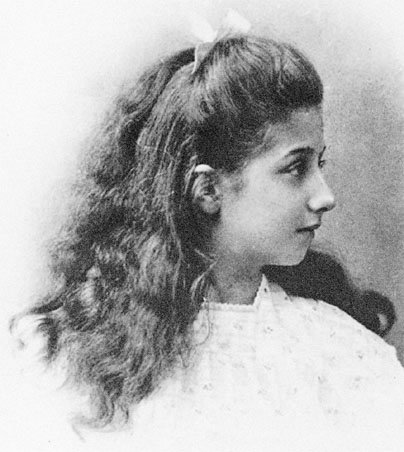
Adrienne Manuela Ramona Jellinek, surnommée Mercédès, ici à l'âge de 13 ans.

En 1900, Paul Daimler, fils et successeur de Gottlieb Daimler, reprend la commande étant donné que Gottlieb disparaît cette même année. Avec Wilhelm Maybach, ingénieur en chef de Daimler Motoren Gesellschaft, ils sont chargés de concevoir un nouveau modèle de moteur de course spécifique de 4 cylindres, 5,9 litres et 35 chevaux. Probablement précurseur dans le domaine, Jellinek fait installer certaines améliorations révolutionnaires. Ainsi, la future Mercedes se doit être plus longue et plus large que ses contemporaines et son centre de gravité doit être abaissé, ce qui lui procurera une relative stabilité et un atout majeur dans les courses. En effet, il s'agit véritablement de l'élément clé de sa conception, mettant ainsi fin à l'instabilité des voitures qui sont très sujettes à retournement. Le corps de la Mercedes doit par ailleurs être en acier léger et le moteur nécessite d'être solidement fixé au châssis. Il est important par ailleurs de noter que le châssis de la Mercedes 35 PS est le premier qui ne soit pas un fiacre motorisé. Emil Jellinek commande bien 36 exemplaires pour la somme colossale de l'époque de 550 000 marks soit environ 130 000 $ en 1900 ou l'équivalent actuel de plus de 5 millions d'euros.
Au cours des derniers mois de production, Jellinek supervise l'évolution, d'abord par une série de télégrammes envoyés tous les jours et plus tard, par des visites personnelles. Maybach teste la nouvelle voiture pour la première fois le 22 novembre 1900, puis elle est livrée un mois plus tard à Jellinek, le 22 décembre 1900 par Daimler. Cette toute nouvelle automobile est baptisé Mercedes 35 HP et devient la première Mercedes de l'histoire de l'automobile. Très vite, bien qu'elle connaisse à ses débuts une série de problèmes mineurs, elle surclasse ses concurrentes dans toutes les courses automobiles de la Côte d'Azur et offre une publicité exceptionnelle à son constructeur. Le nom de Mercedes se répand rapidement dans tous les pays où la 35 CV remporte des victoires. Les commandes de Jellinek mobilisent alors toutes les capacités de production de l'usine Daimler Motoren Gesellschaft de Cannstatt.

### Création de la marque Mercedes

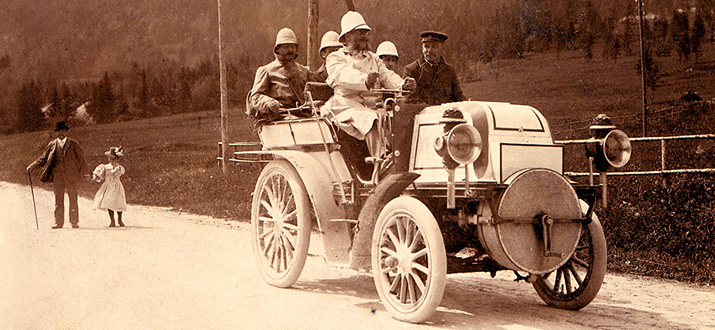
Emil Jellinek au volant d'une Daimler Phoenix.

Afin de distinguer clairement les Daimler « normale » des nouvelles voitures de course, Emil Jellinek baptise les modèles qu'il commande sous le nom de Mercédès, du nom de sa fille Mercédès Jellinek alors âgée de 13 ans. Il s'agit d'un nom chrétien d'origine espagnole signifiant grâce. En 1902, il dépose officiellement en France, la marque commerciale Mercédès et signe un contrat d'exclusivité commerciale pour les automobiles Daimler Motoren Gesellschaft pour l'Autriche-Hongrie, la France, la Belgique et les États-Unis. Par la suite, Jellinek commande d'autres modèles par centaines. Il fait légalement modifier son nom en « Emil Jellinek-Mercedes ». La notoriété mondiale des modèles Mercédès incite Maybach et ses associés à adopter la marque Mercédès. En 1909, la marque Mercedes est redéposée en France et perd ses accents, car ils n'existent pas en Allemagne.
Dans la course Nice-La Turbie de mars 1902, Emil Jellinek place cinq de ses Mercedes en course, dont l'une est pilotée par l'allemand Wilhelm Werner, célèbre pilote de cette époque. Jellinek vise la victoire, sans prétentions. En effet, ses voitures dominent la course du début à la fin avec un record de vitesse moyenne de 51,4 km/h, battant le précédent de 31,3 km/h et de vitesse de pointe à 86 km/h. Ces résultats surclassent aisément toutes les voitures concurrentes dans toutes les disciplines. Le monde automobile est tellement étonné que Paul Meyan, directeur de l'Automobile Club de France, déclare : « Nous sommes entrés dans l'ère Mercedes »,.
En 1926, Mercedes de Daimler Motoren Gesellschaft et Benz & Cie de Carl Benz fusionnent en Mercedes-Benz.

## Caractéristiques

### Techniques

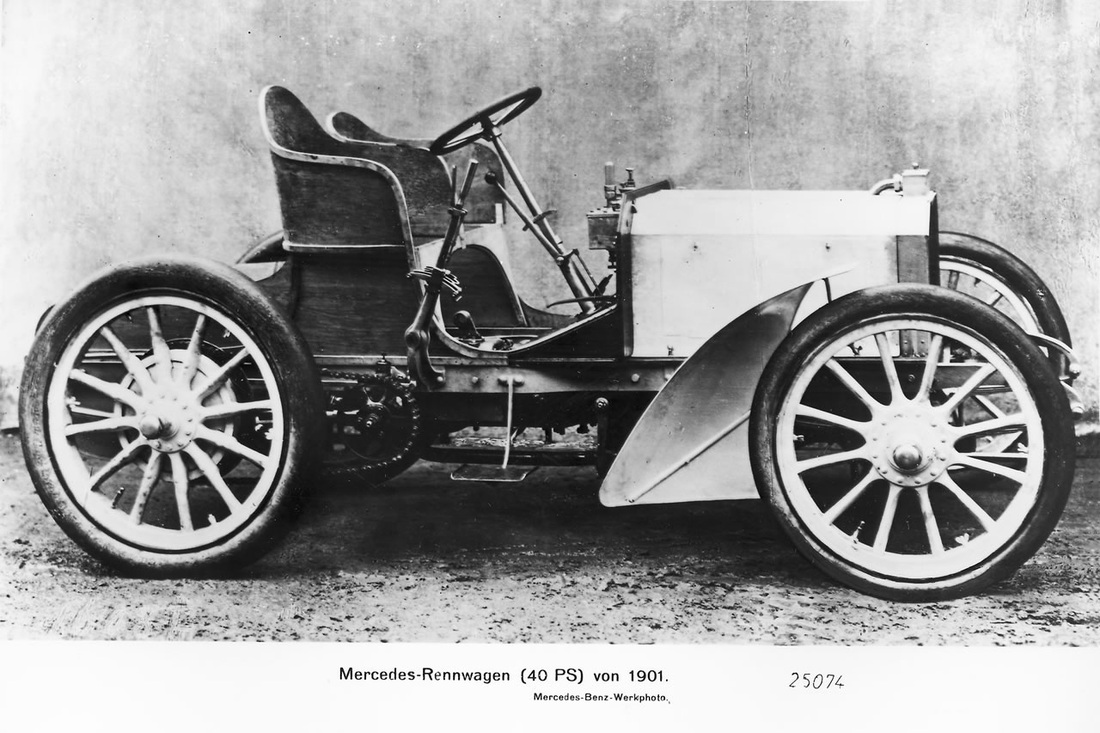
Mercedes 35 CV; Avec ce véhicule, il était possible pour la première fois d'initier un mouvement de rotation autour de l'axe vertical du véhicule au moyen de la pédale d'accélérateur et de la direction, qui est entré dans l'histoire de l'automobile sous le nom de « power slide ».

Les roues en bois de la Mercedes 35 HP ne sont pas amovibles et comportent 12 rayons renforcés d'acier. Le système de freinage se décompose en deux sous-ensembles : le frein à main constitue le frein principal qui agit sur les roues arrière, alors que le second, au pied, agit sur la chaîne intermédiaire de l'arbre de transmission. Les deux essieux sont rigides, équipés de systèmes semi-elliptiques. L'essieu de direction, à l'avant, est conçu pour minimiser la transmission des chocs de la route au conducteur, jouant ainsi le rôle de suspension. La colonne de direction est inclinée vers l'arrière, à la différence des « puits verticaux » habituellement installé, facilitant la conduite.
Le moteur avait la désignation de type « M 11644 », c'est-à-dire un alésage de 116 mm, 4 pour une course de 140 mm et le dernier 4 pour quatre cylindres.
Le moteur de la Mercedes 35 CV se situe à l'avant de la voiture, en position longitudinale, transmettant la puissance aux roues arrière par une grande chaîne à rouleaux. Le changement de rapport, le levier de vitesse se mouvant dans une grille,, est du côté droit du conducteur et présente quatre vitesses et une marche arrière. Le système compact d'embrayage est joint au volant. Les principaux paliers sont faits de magnalium, un alliage d'aluminium avec 5 % de magnésium. Le carter est également fait d'aluminium.
Les quatre cylindres de 5 918 cm3 (alésage de 116 mm et course de 140 mm) sont disposés par paires et chaque paire ne possède qu'une seule buse de pulvérisation de carburant. Les soupapes d'admission ne sont plus ouvertes par la pression, mais par des arbres à cames des deux côtés du moteur. Le moteur comprend également un système de refroidissement par eau et par air grâce au ventilateur situé derrière le radiateur. Le moteur démarre par l'intermédiaire d'une manivelle.
Le radiateur à tubes, breveté par Maybach en 1897, est en nid d'abeille ; c'est l'une des plus importantes innovations de cette Mercedes. Sa forme ovalisée rappelle celle des Delaunay-Belleville. Sa calandre rectangulaire possède 8 070 tuyaux de 6 × 6 mm, avec une section carrée qui permet d'améliorer la circulation d'air. Le flux d'air est assisté par un ventilateur situé derrière le radiateur. Les précédentes versions de refroidissement des moteurs automobiles étaient uniquement à eau. Maybach a ainsi introduit en supplément le refroidissement à air permettant de diminuer significativement la quantité de liquide de refroidissement à embarquer. Cette quantité est néanmoins encore importante sur la 35 CV avec près de 18 litres.
Les pneus étaient de 910 x 90 à l'avant et de 1020 x 120 à l'arrière.

### Performances
Cette première Mercedes suit fidèlement le système Panhard, à l'exception de sa mécanique, utilisant des soupapes d'admission. Émile Levassor, ingénieur français, est à l'origine du système Panhard qui consiste à adjoindre au moteur à régime fixe conçu initialement par Benz, un variateur et des pignons baladeurs permettant de modifier le rapport entre le régime moteur et la rotation de l'arbre de transmission. Le régime-moteur de la Mercedes 35 CV varie entre 300  et   1 000 tr/min, la vitesse est réglable par le conducteur au moyen d'un levier sur le volant et sa puissance de pointe est de 35 ch à 950 tr/min. Elle atteint ainsi les 75 km/h de moyenne contre les 85 km/h de la version de course. Une telle vitesse pour l'époque peut s'expliquer par un poids réduit de moitié, mais surtout par une meilleure gestion du moteur, plus efficace et plus rapide.
Les nouveautés et les améliorations ainsi apporté par DMG, sous l'impulsion de Jellinek, contribuent au bon fonctionnement de la 35 CV et lui vaut les compliments de nombreux constructeurs : plus fluide, plus stable et une meilleure marche au ralenti. L'accélération s'est également vue améliorée, une nouvelle qualité dans les caractéristiques du moteur, qui à ce moment-là n'était guère coutumière de ce genre de performances. En outre, la masse du moteur est réduite de 90 kg par rapport aux véhicules de l'époque, à environ 230 kg.

### Révolution

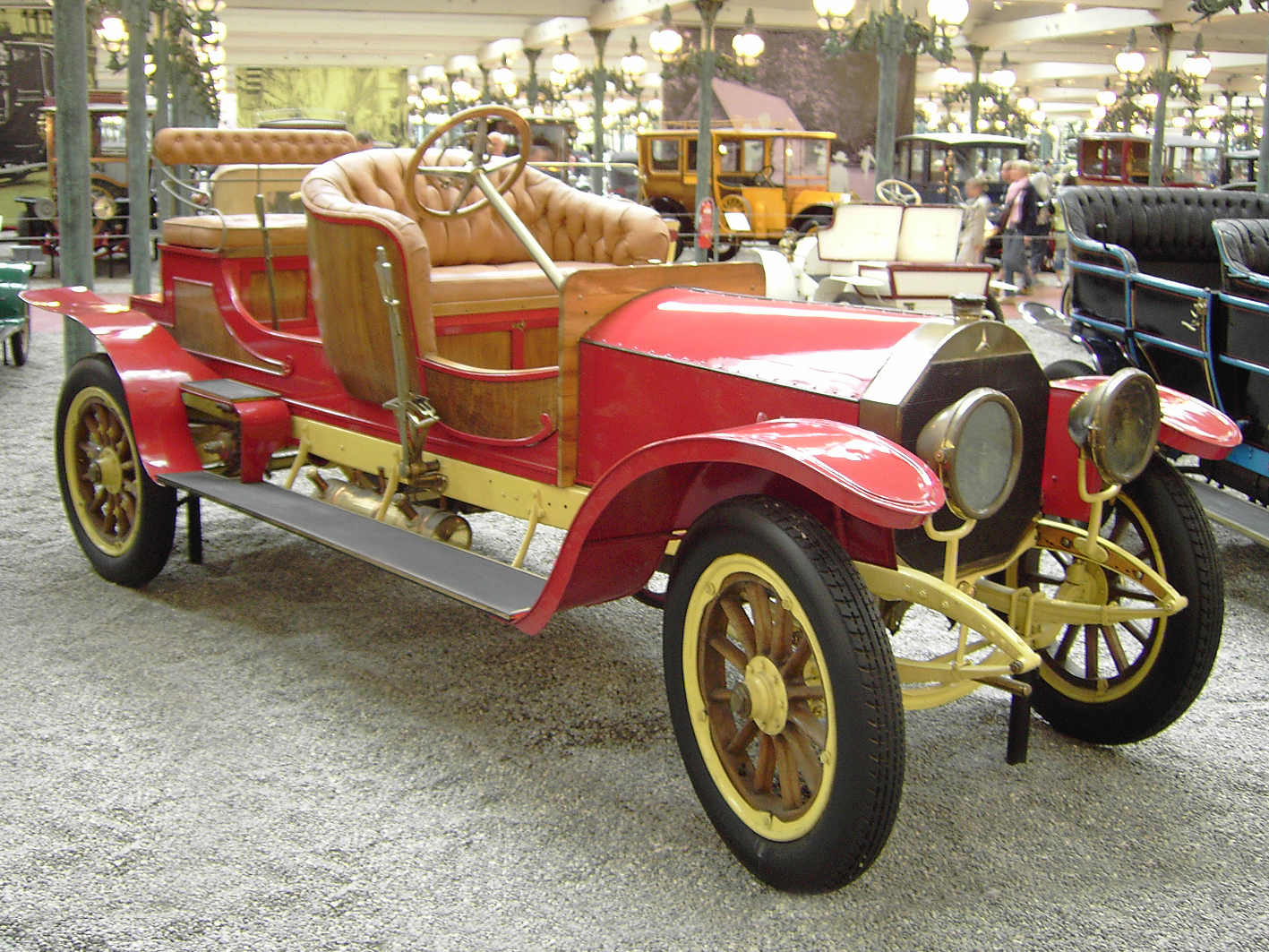
Mercedes 35 CV Phaeton.

La Mercedes 35 CV « révolutionne » le design automobile. En effet, par le style de cette première « vraie » voiture de l'histoire, mais également par sa conception même, innovante et plus performante, l'industrie automobile de l'époque connaît un brusque regain d'intérêt : une voiture à la silhouette allongée, de haute performance, avec un radiateur en nid d'abeille, un empattement long, des passages de portes, des roues de taille égale sur les deux essieux deviennent ainsi les standards de l'automobile moderne.
Le sensationnel succès en course en 1901 des automobiles Mercedes donne du crédit à la nouvelle conception automobile introduit par Maybach. Afin d'étendre le succès de la 35 CV aux automobiles courantes, à Stuttgart, DMG monte deux sièges supplémentaires sur la Mercedes 35 CV, la transformant en une voiture familiale ; et entre mars et août 1901, il ajoute deux autres motorisations à sa gamme, dont le 12,16 ch.

### Phaeton
La Phaeton est la version tourisme de la 35 CV. Produite en 1901, elle est propulsée par un 4 cylindres en ligne en position longitudinale avant, développant 35 ch à 950 tr/min. Pesant près de 1 200 kg, le rapport poids/puissance atteint les 34,286 kg/ch, très élevé par rapport aux 3 à 4 kg/ch des actuelles voitures de sport.

## Production Mercedes35 CV
| Année          | 1900 | 1901 | total |
| -------------- | ---- | ---- | ----- |
| Mercedes 35 CV | 1    | 35   | 36    |

 Jellineck a pu prendre livraison de la première des 36 Mercedes 35 ch commandées le 22 décembre 1900.